# 若松駅
若松駅（わかまつえき）は、福岡県北九州市若松区白山一丁目にある、九州旅客鉄道（JR九州）筑豊本線（若松線）の駅である。駅番号はJE06。同線の起点駅。

## 歴史

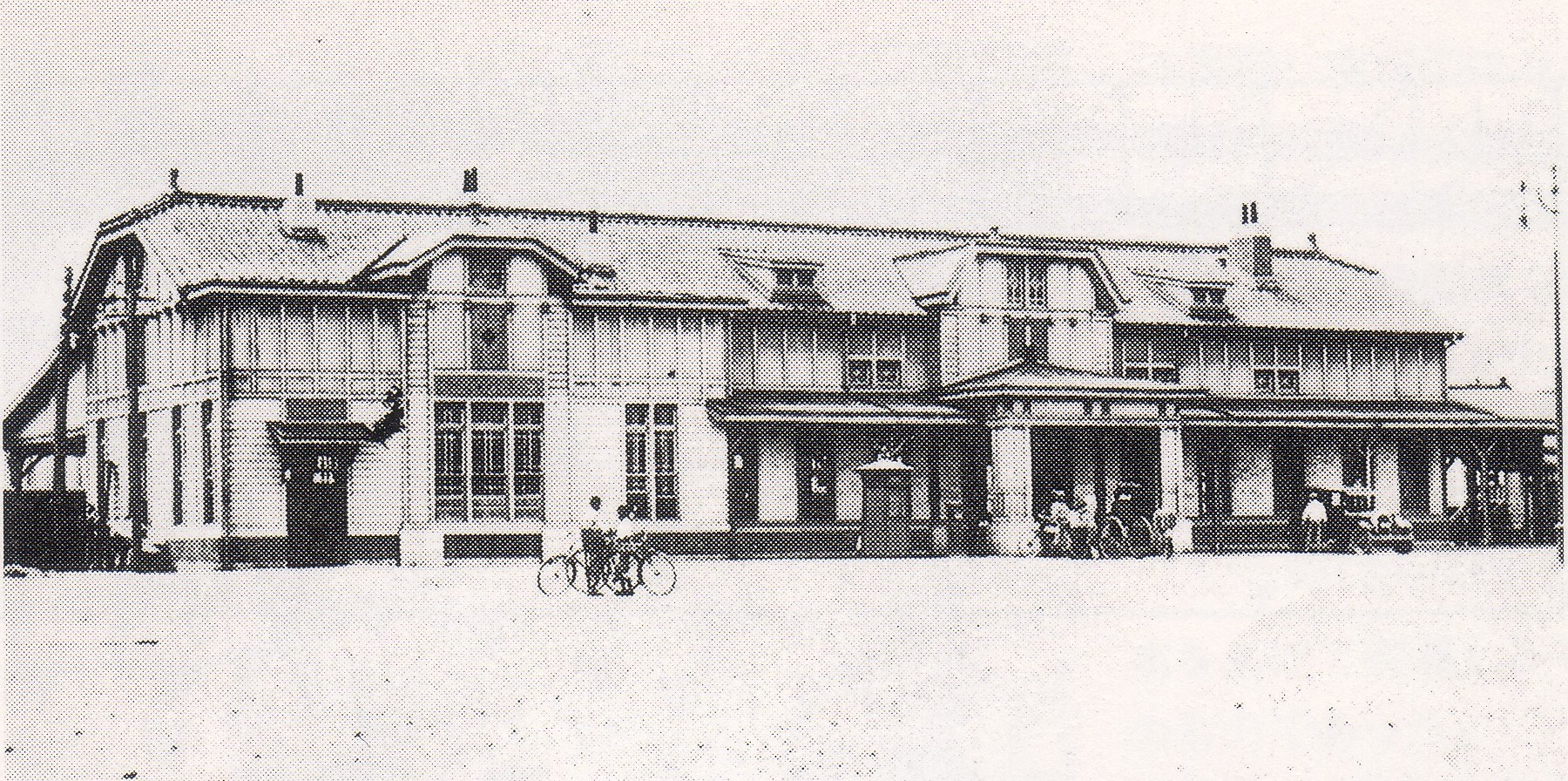
大正時代に新築された若松駅舎

筑豊興業鉄道により1891年（明治24年）8月30日に開設された。当初から石炭の積み出しを主な目的とし、若松駅と若松港の設備の拡張が並行して行われ、石炭桟橋から石炭を積み出した。
構内は広大で、多数の石炭車が常時出入りしていた。ガントリークレーン、ホイストなどの積み下ろし設備が各種整備され、最盛期の1940年（昭和15年）には年間830万トンの積み出しを行っていた。一時第二次世界大戦のために衰えるが、戦後も再び同じくらいの貨物取り扱いをして、ほぼ常時日本で一番貨物取り扱いの多い駅であった。隣接地には若松機関区（1984年1月末で廃止）を有していた。
しかし、エネルギー革命の進展により、石炭の取り扱いは急速に減少していき、1970年（昭和45年）にはホイストとガントリークレーンの使用が停止され、1982年（昭和57年）11月には貨物輸送が廃止されるに至った。翌1983年（昭和58年）4月から構内の整理が開始され、旧駅舎が取り壊されて建て直されると共に、側線群のほぼ全てが撤去され、現在に見る純粋な旅客駅となった。
新駅舎となってからも、客車列車が運行されていた1990年代前半頃までは複数のホームを使用していたが、現在は1面2線のみとなっている。

### 年表
- 1891年（明治24年）8月30日：筑豊興業鉄道 若松駅 - 直方駅間開設に伴い当駅開業[1][2]。
- 1893年（明治26年）4月6日：それまで直方町（現直方市）にあった筑豊興業鉄道本社を若松町（現若松区）に移転。
- 1894年（明治27年）8月15日：筑豊鉄道に社名変更[2]。
- 1897年（明治30年）10月1日：筑豊鉄道を九州鉄道（初代）が買収[4][5]。
- 1904年（明治37年）10月25日：現在位置に駅移転。
- 1907年（明治40年）7月1日：九州鉄道（初代）が国有化され帝国鉄道庁が所管、筑豊本線の駅となる[5]。
- 1911年（明治44年）12月23日：一等駅に指定される。
- 1920年（大正9年）8月：新駅舎完成。
- 1930年（昭和5年）7月28日：ガントリークレーン設置。
- 1935年（昭和10年）9月21日：自動信号機使用開始。
- 1936年（昭和11年）5月：若松市営軌道と連絡運輸開始。
- 1941年（昭和16年）：貨物取扱量が全国1位になる。2位は現新日鉄戸畑工場内の飛旗駅。
- 1970年（昭和45年）10月1日：ガントリークレーン使用停止。
- 1975年（昭和50年）11月1日：北九州市営軌道全線廃止。
- 1982年（昭和57年）11月：貨物輸送廃止[6]。
- 1984年（昭和59年）3月24日：新駅舎完成。隣接した旧駅舎を解体。
- 1985年（昭和60年）3月14日：荷物扱い廃止[6]。
- 1987年（昭和62年）4月1日：国鉄分割民営化に伴い、九州旅客鉄道（JR九州）の駅となる[7]。
- 1991年（平成2年）8月30日：若松駅開業100周年を記念して若松法人会が時計を設置。
- 2009年（平成21年）3月1日：ICカード「SUGOCA」の利用が可能となる[8]。
- 2017年（平成29年）3月4日：当駅 - 新入駅間（折尾駅を除く）の10駅と共に駅遠隔案内システム（Smart Support Station）「ANSWER」を導入し、駅員配置が朝のラッシュ時（6時30分 - 8時30分）のみとなる[9][10]。
- 2018年（平成30年）12月1日：接近・到着メロディとして「聖者の行進」の使用を開始[11][12]。
- 2023年（令和5年）10月1日：駅営業形態をJR九州サービスサポートによる業務委託駅から[13]、九州旅客鉄道本体による直営駅へ変更[14]。

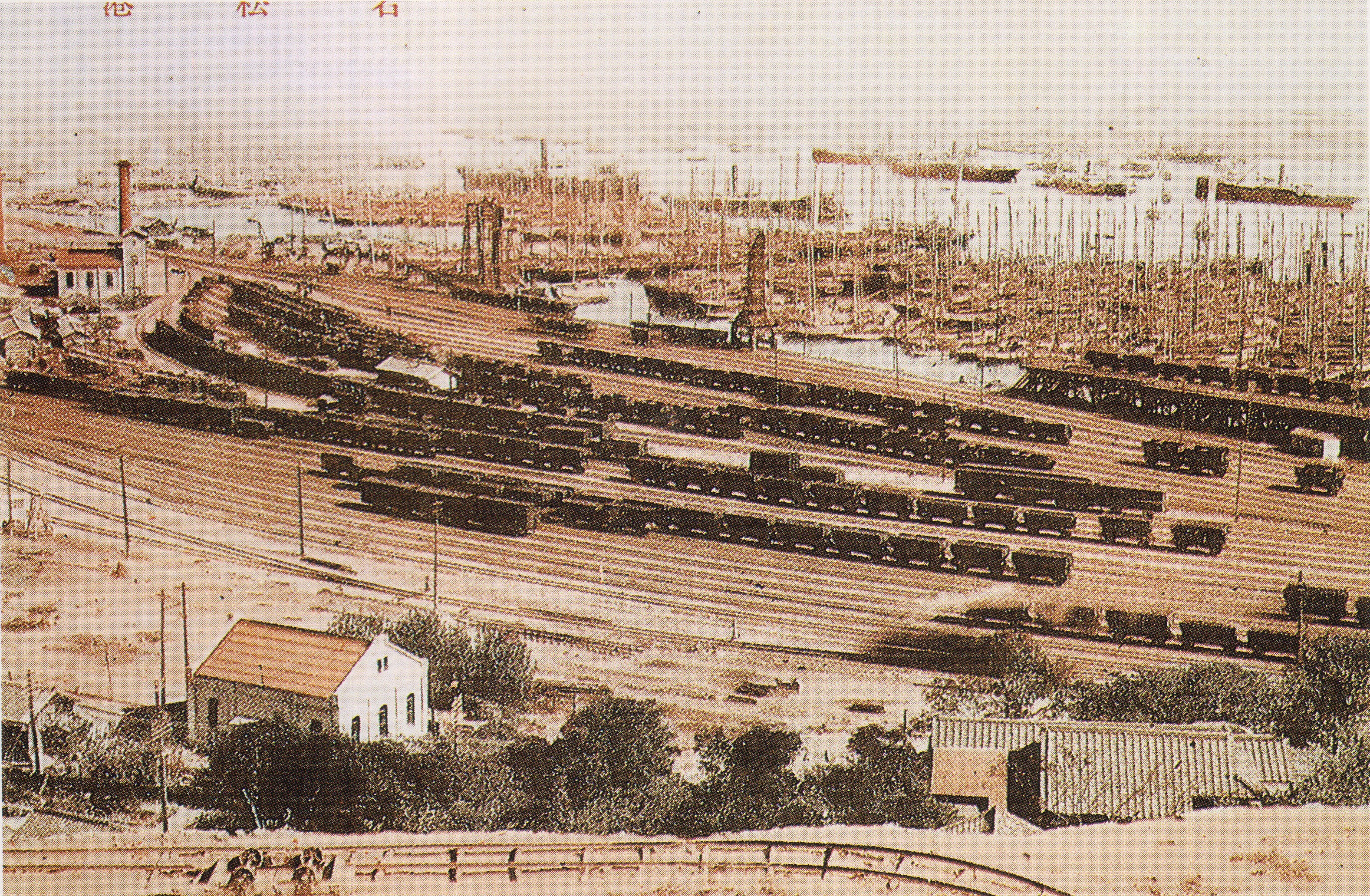
大正時代の若松駅と若松港
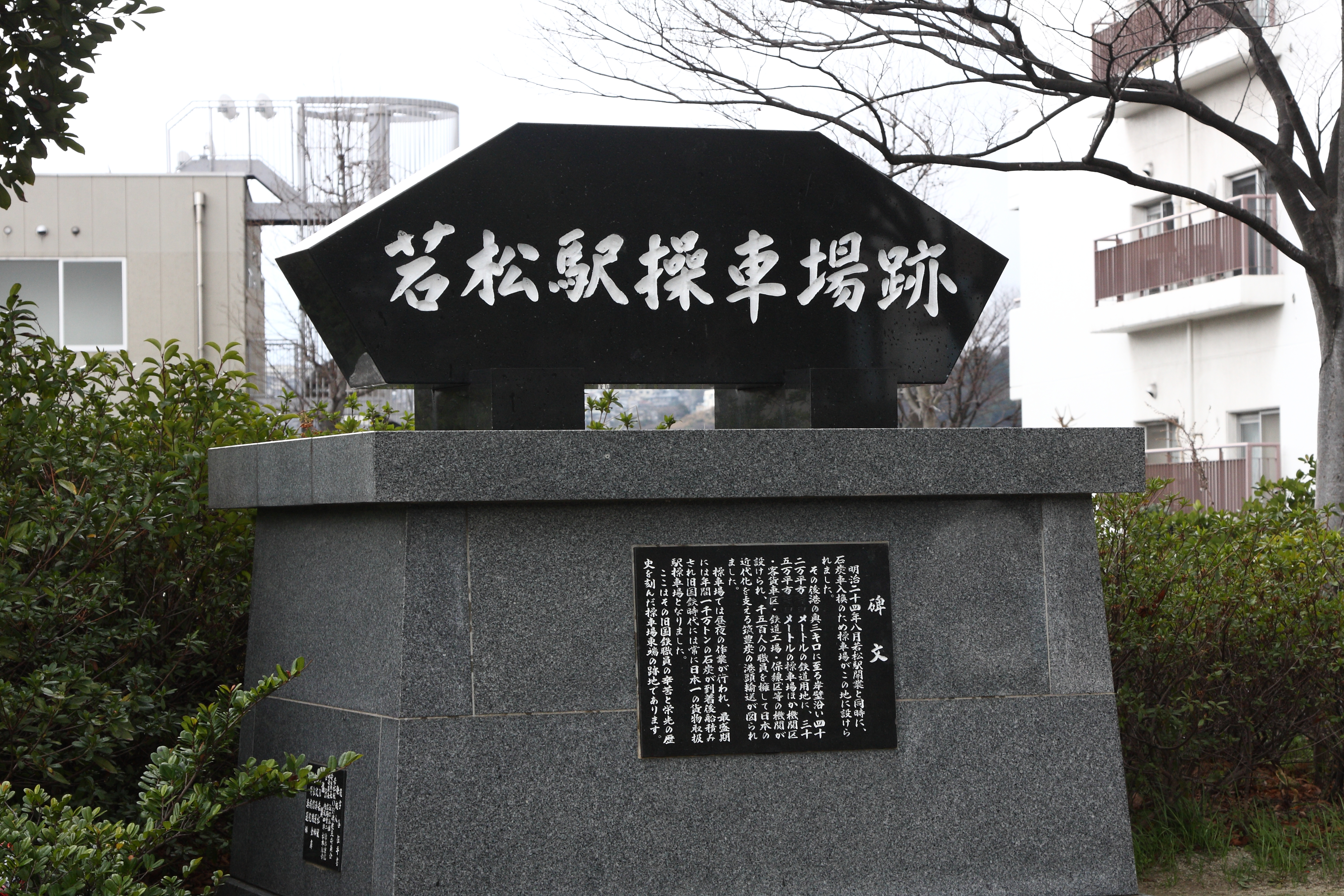
若松駅操車場跡碑
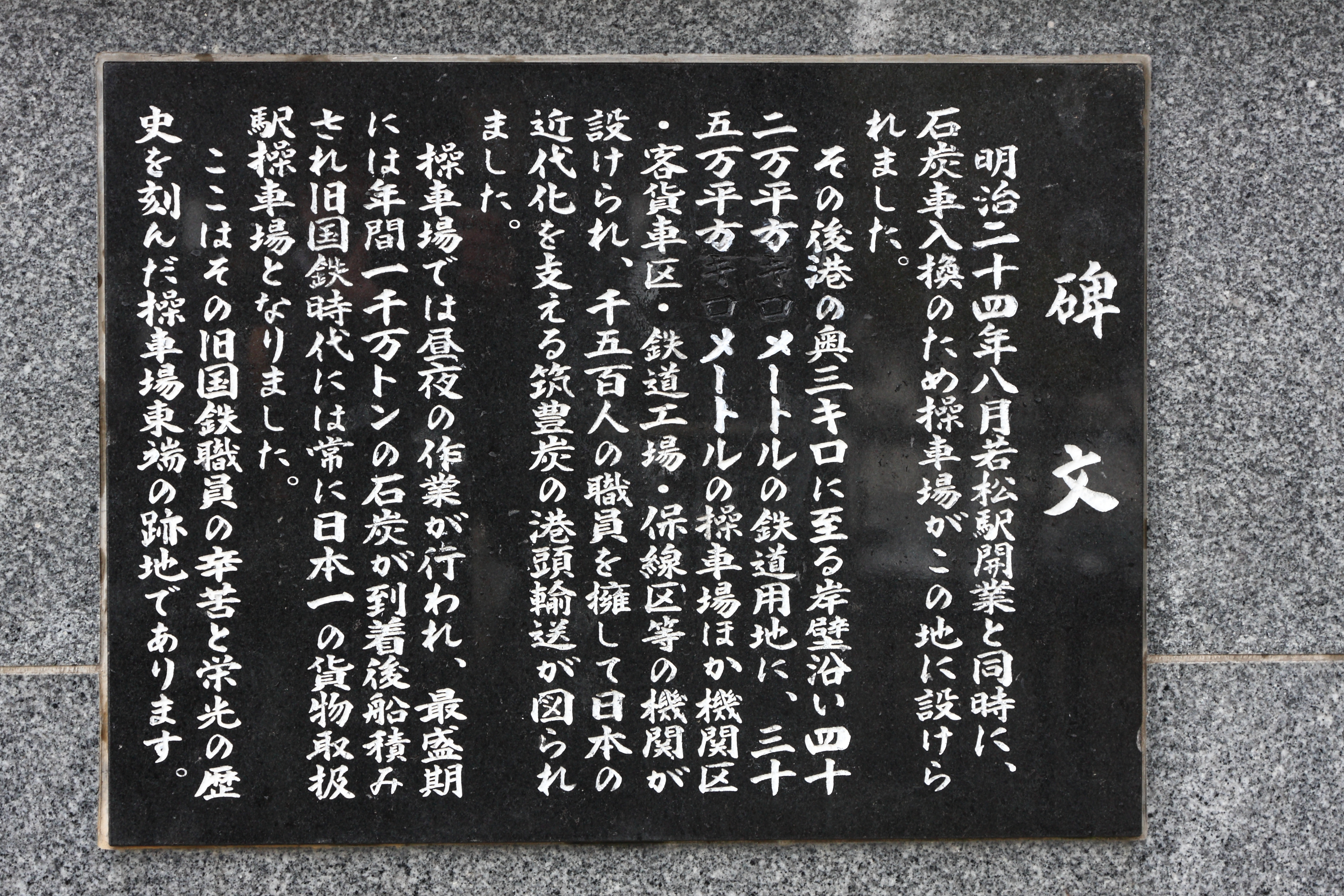
若松駅操車場跡の碑文
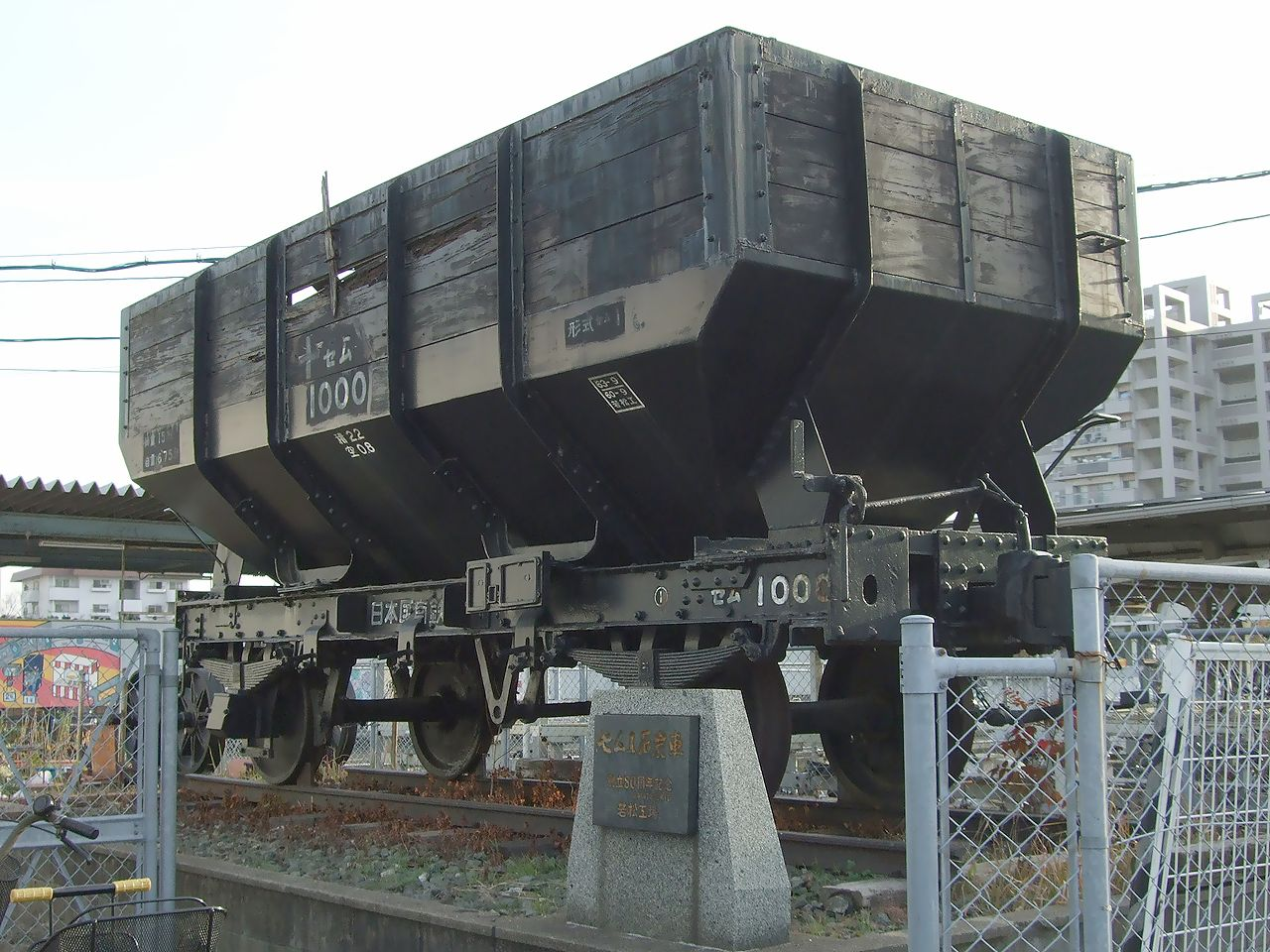
駅前に保存されているセム1形貨車（セム1000）

## 駅構造
頭端式ホーム1面2線を有する地上駅で南側に1本の側線が存在する。以前は石炭の積出港として広大なヤードを備えていた。現在、その跡地は、駅前広場等公共施設用地として整備されたり、「久岐の浜シーサイド」として数多くのマンションや市営住宅が建設されている。同じ蓄電池電車の運行される終点駅の烏山駅（烏山線）や男鹿駅（男鹿線）と異なり、蓄電池充電用の架線設備を持たない。
JR九州本体が駅業務を行う直営駅で、みどりの窓口が設置されている。ただし駅遠隔案内システム「ANSWER」（Smart Support Station）が導入された2017年3月4日以降、駅員配置時間は早朝の6時30分から8時30分までの時間帯のみとなり、それ以外の時間帯は無人になる（中間駅併設のサポートセンターからの遠隔管理）。自動券売機および自動改札機が設置されており、SUGOCA等のICカードと磁気券が利用可能である。自動改札機の磁気券投入口は塞がれているが、若松駅では磁気券を投入せずにそのまま通過し、降車時は運賃箱に磁気券、運賃等を投入する。また、無記名式SUGOCAを自動券売機で新規発行が可能である。
改札外正面には駅うどん・そば店（東筑軒）が併設されている。
地域おこしの一環として、「九州におけるジャズ音楽の発祥の地」として、接近放送に併せてジャズのスタンダードソングである「聖者の行進」を使用しているほか、構内で昼間に限りジャズ音楽を流している。

### のりば
| のりば | 路線   | 方向 | 行先     |
| ------ | ------ | ---- | -------- |
| 1･2    | 若松線 | 下り | 折尾方面 |

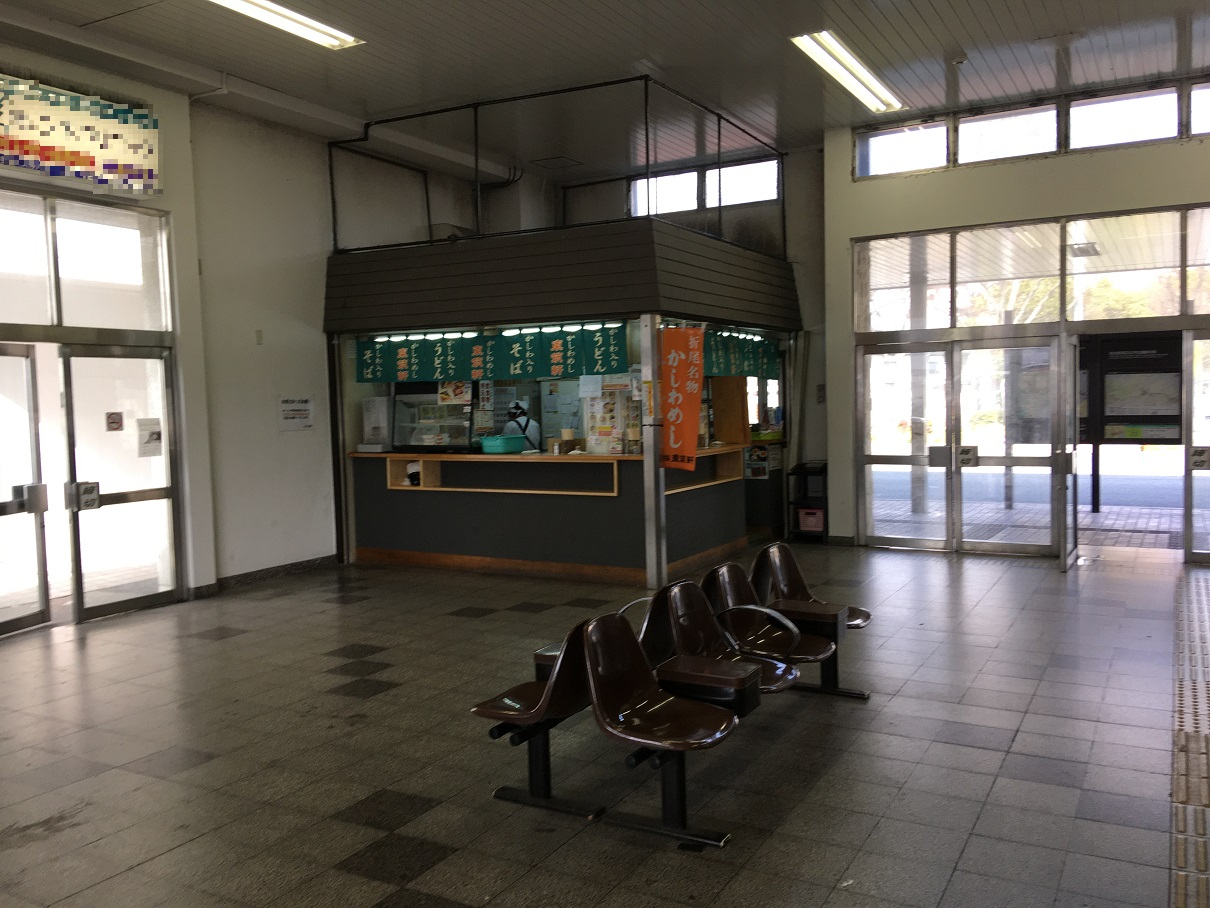
改札外待合室（2020年2月）
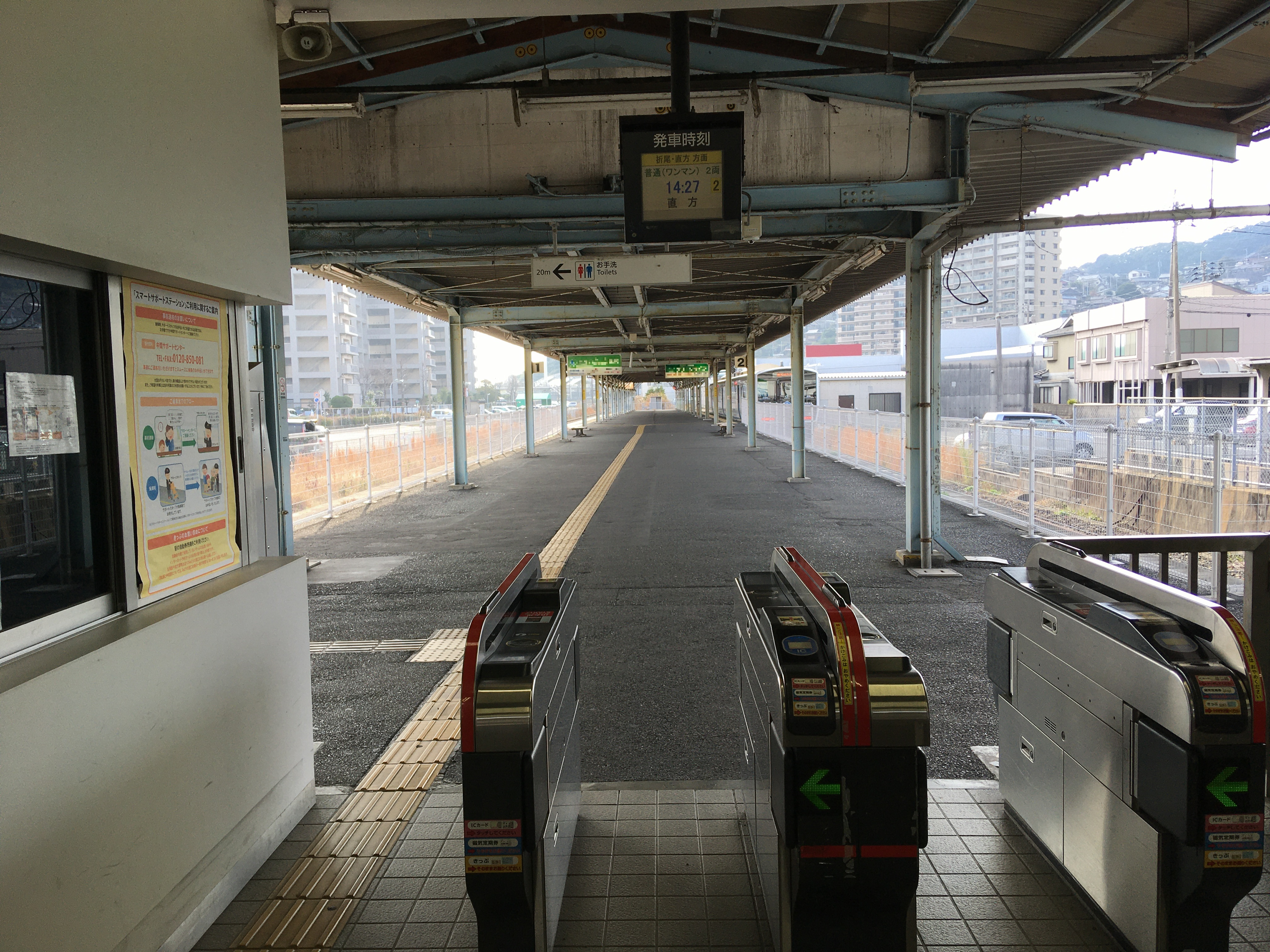
改札口・ホーム（2020年2月）

## 駅弁
東筑軒が製造・販売する主な駅弁は下記の通り。
- 大名道中駕籠かしわ
- かしわめし

## 利用状況
2020年（令和2年）度の1日平均乗車人員は906人である。
JR九州及びとうけい北九州によると、近年の1日平均乗車人員の推移は下記の通り。
| 年度   | 1日平均 乗車人員 |
| ------ | ---------------- |
| 2000年 | 1,621            |
| 2001年 | 1,601            |
| 2002年 | 1,551            |
| 2003年 | 1,521            |
| 2004年 | 1,506            |
| 2005年 | 1,437            |
| 2006年 | 1,426            |
| 2007年 | 1,381            |
| 2008年 | 1,359            |
| 2009年 | 1,306            |
| 2010年 | 1,311            |
| 2011年 | 1,345            |
| 2012年 | 1,358            |
| 2013年 | 1,390            |
| 2014年 | 1,317            |
| 2015年 | 1,365            |
| 2016年 | 1,342            |
| 2017年 | 1,230            |
| 2018年 | 1,208            |
| 2019年 | 1,146            |
| 2020年 | 906              |

## 駅周辺
駅舎の正面を国道495号が通過し、駅北方の「若松駅前」交差点で国道199号と国道495号が交わる（同交差点は国道495号の起点でもある）。駅前広場に路線バスは乗り入れず、最寄のバス停は国道199号沿いの「大橋通り」、西鉄バスの「若松駅前」と北九州市営バスの「若松駅」バス停（いずれも二島方面のみ設置）、国道495号沿いに設置されている「若松市民会館前」バス停。北九州市交通局（北九州市営）と西鉄バス北九州（西鉄）のバスが停車するが、西鉄の「若松駅前」バス停は終点及び戸畑方面は「大橋通り」始発のため降車専用となっているほか、「若松市民会館前」バス停に停車する便は2017年4月以降は北九州市営のみとなっている。
- 若松駅前公園
- 若松市民会館
  - 火野葦平資料館（若松市民会館内）
- 北九州市立若松図書館（ベイサイドプラザ内）
- サンリブ若松店（ベイサイドプラザ内）
  - ダイソー サンリブ若松店
- 久岐の浜広場
- 久岐の浜シーサイド団地（石炭貨車ヤード跡）
- ホテルルートイン北九州若松駅東（かつての丸柏百貨店→若松井筒屋跡地）
- エスト本町・明治町銀天街（アーケード）
- ファミリーマートJR若松駅店
- 若戸大橋
- 新若戸道路
- 若戸渡船若松渡場
  - 徒歩10分以上かかるが、ここへ至る洞海湾沿いは若松バンドと呼ばれ、レトロな建物が多い街並みのためロケ地によく使用されている。
- 若築建設わかちく資料館
- 若松恵比須神社
- 若松区役所
- 若松郵便局
- 産業医科大学若松病院
- 芳野病院
- 北九州市立若松中央小学校
- 火野葦平旧居 河伯洞
- 若松体育館
- 若松武道場柔剣道場
- 高塔山公園
- 国道199号
- 国道495号

## その他
- かつて若松駅は石炭輸送の拠点でもあった。駅のすぐ近くの下り線側には高さ8m、長さ1200mもある日本一の石炭さん橋があった。
- 駅前広場には国鉄9600形蒸気機関車（19633号機）が静態保存されている。以前は駅北側にあった白山公園に保存されていたが、駅周辺再開発によって現在地に移動し、当駅の歴史を記載した掲示板も設置されている。しかし、ほぼ放置に近い状態であり荒廃が進んでいたため、北九州市では2019年に機関車の譲渡先を募集し、最終的に食品メーカーの山口油屋福太郎が選ばれた。同社の福岡県添田町にある工場内に移設される予定とされたが[18]、2022年2月時点で移設は行われていない。

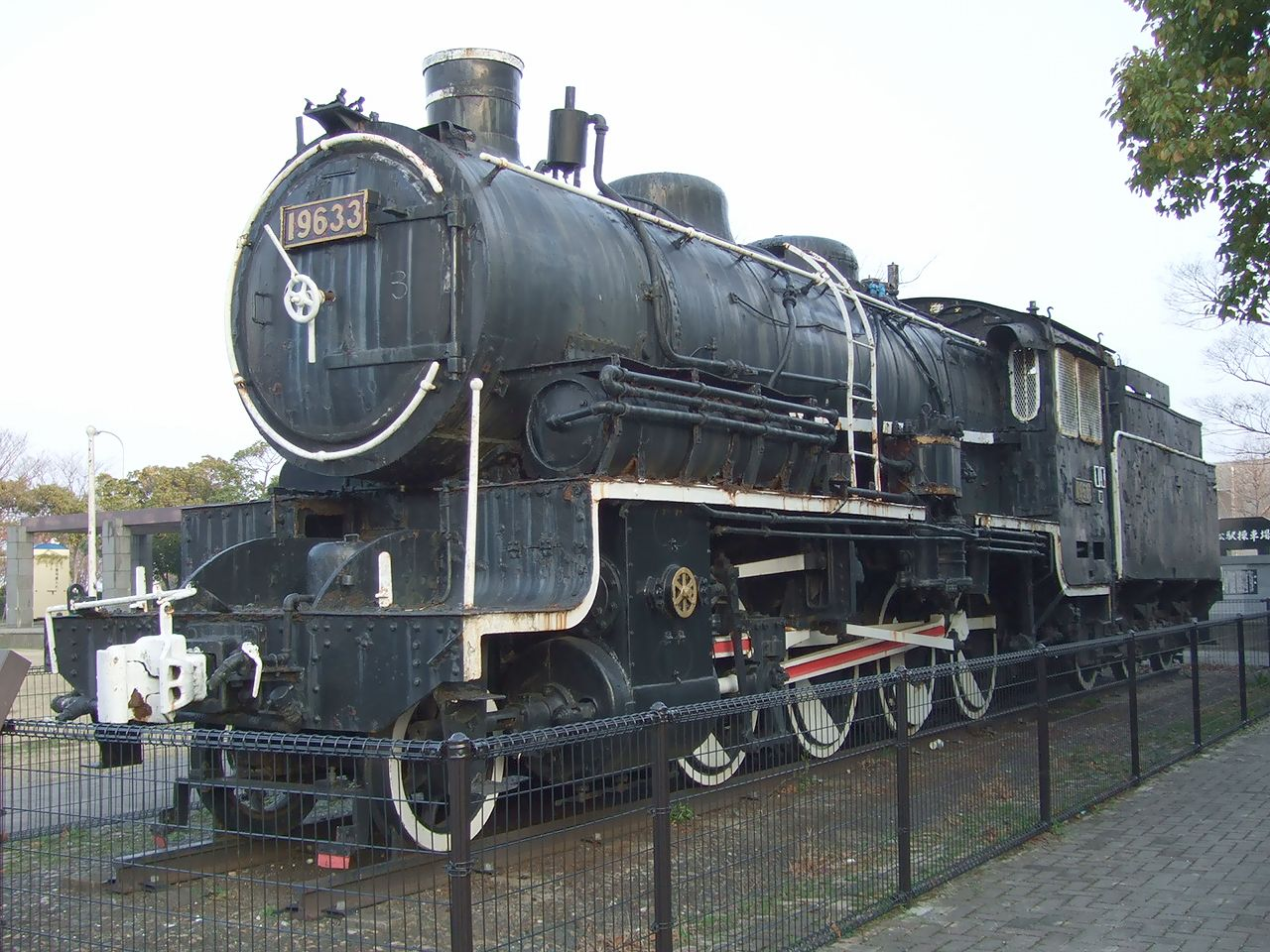
9600形蒸気機関車（19633号機） （駅前に静態保存されているが、移設することが確定している）

## 隣の駅
九州旅客鉄道（JR九州）
 若松線（筑豊本線）
若松駅（JE06） - 藤ノ木駅（JE05）

### 記事本文